# Ruta Nacional 79 (Argentina)
La Ruta Nacional 79 es una carretera argentina pavimentada, que se encuentra en el norte de la Provincia de San Luis, el este de la Provincia de La Rioja y el sur de la Provincia de Catamarca, uniendo la Ruta Nacional 20 en la ciudad de Quines, San Luis con la Ruta Nacional 60 en la localidad de Casa de Piedra, Catamarca. Su recorrido es de 367 kilómetros. En 2015 el gobierno provincial de Luis Beder Herrera logró que en las rutas nacionales 77 y 79 se realice una obra de repavimentación completa, con una mayor calidad de la carpeta asfáltica, gracias a un acuerdo con Vialidad de la Nación para las  rutas 77 y 79, que suman más de 200 kilómetros.
El primer tramo de la.ruta fue inaugurado en 1951 y finalizado el  asfalto en su totalidad en 1952.
Hasta la década de 1970, la Ruta Nacional 79 se extendía al sur del solapamiento con la Ruta Nacional 38 en Chamical, La Rioja. El Decreto Nacional 1595 del año 1979 dictaminó que las rutas provinciales 4 de La Rioja (106 km) y sin número de Catamarca (7 km) debían ser transferidas a jurisdicción federal. En 1982 la provincia de La Rioja ratificó la transferencia. Estos caminos se sumaron a la Ruta 79.

## Localidades
Las ciudades y localidades por las que pasa esta ruta de sur a norte son los siguientes (los cascos de población con menos de 5000 residentes permanentes figuran en itálica).

### Provincia de San Luis
Recorrido: 40 km (kilómetro 0 a 40).
- Departamento Ayacucho: Quines (kilómetro 0-2) y Candelaria (km 20).

### Provincia de La Rioja

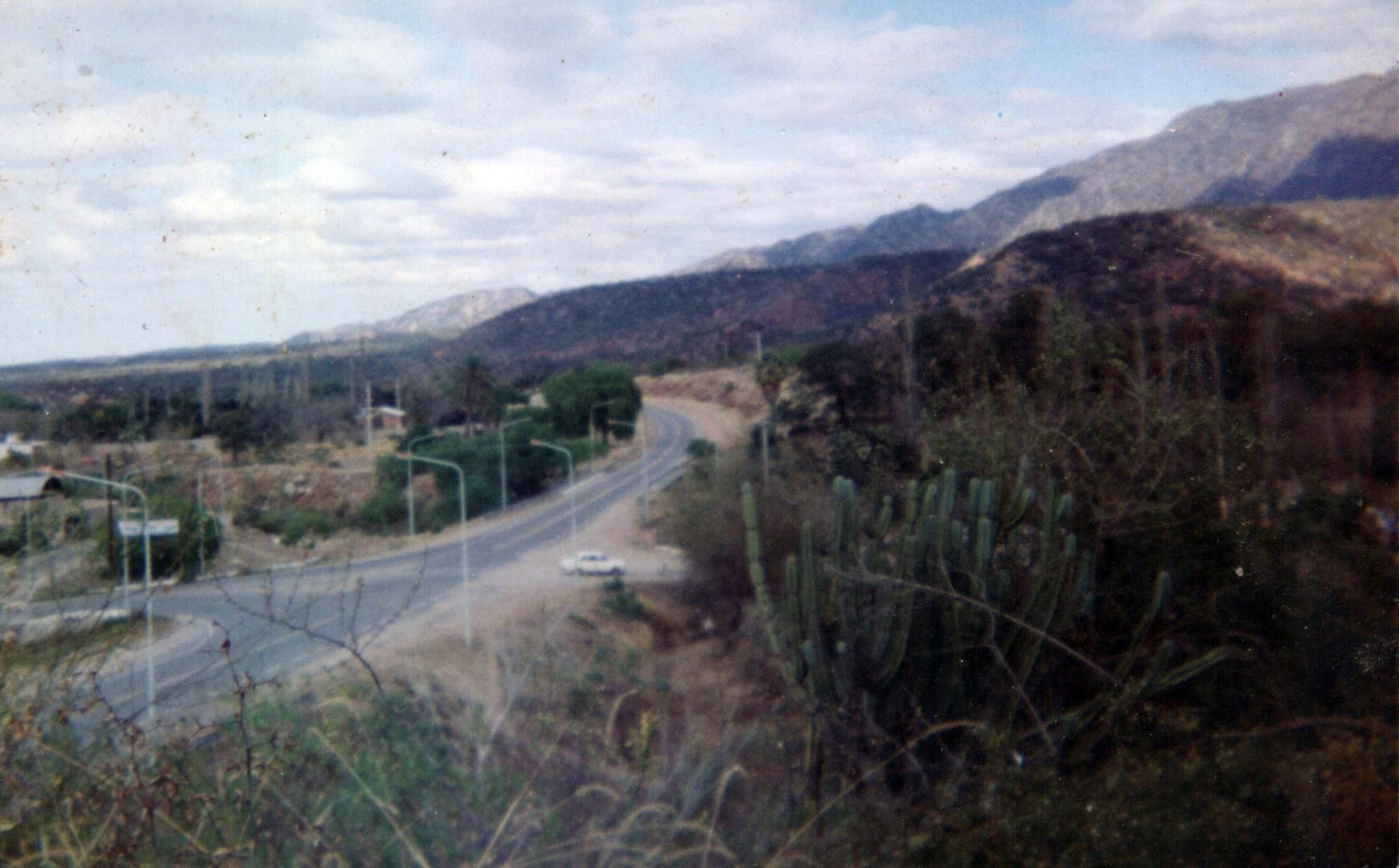
Acceso a Olta (izquierda de la imagen) por la 79; en el fondo se distingue la Sierra de los Llanos.
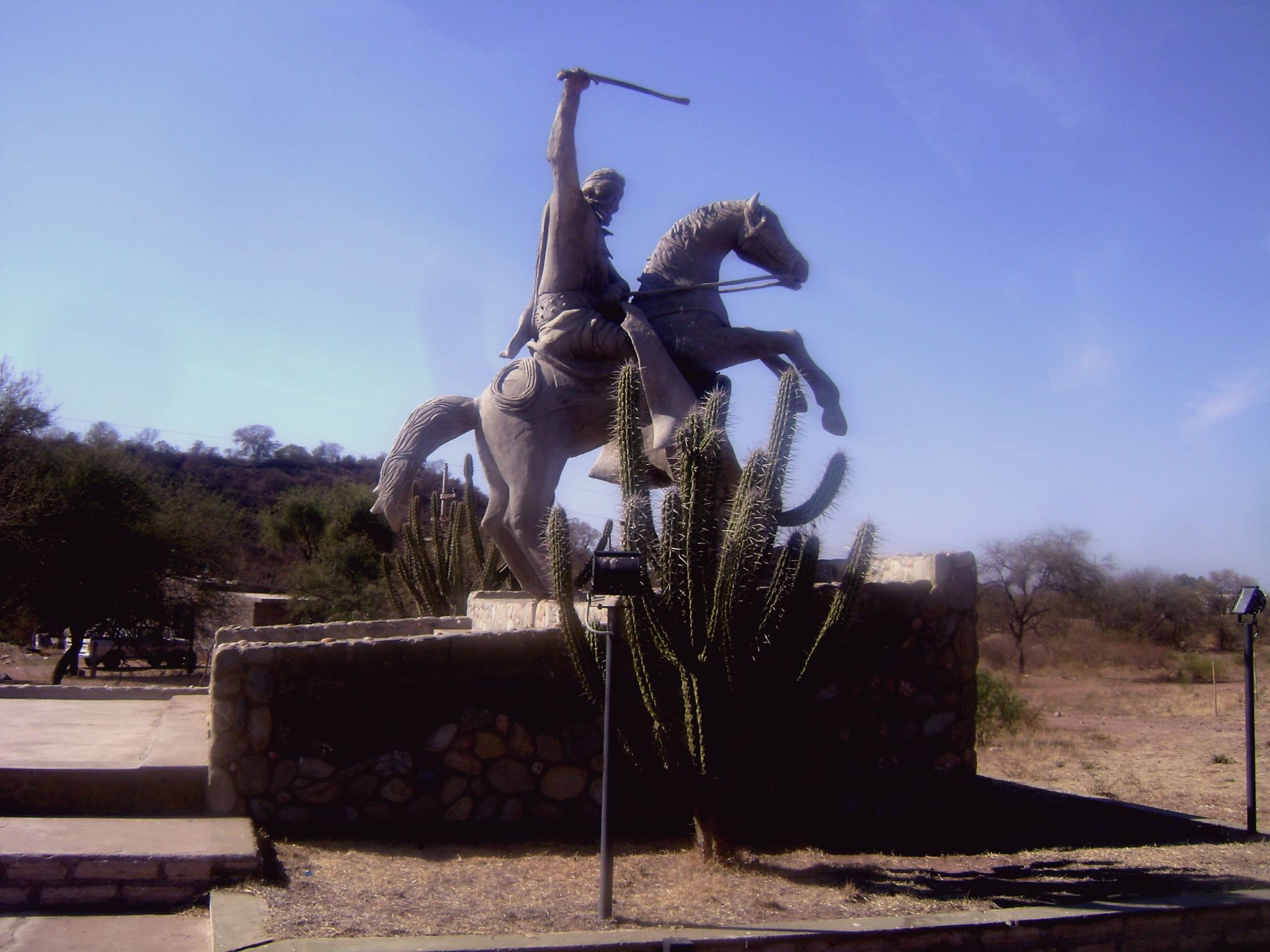
Monumento ecuestre a El Chacho, emplazado a la vera de la 79 en su paso por Olta, La Rioja.
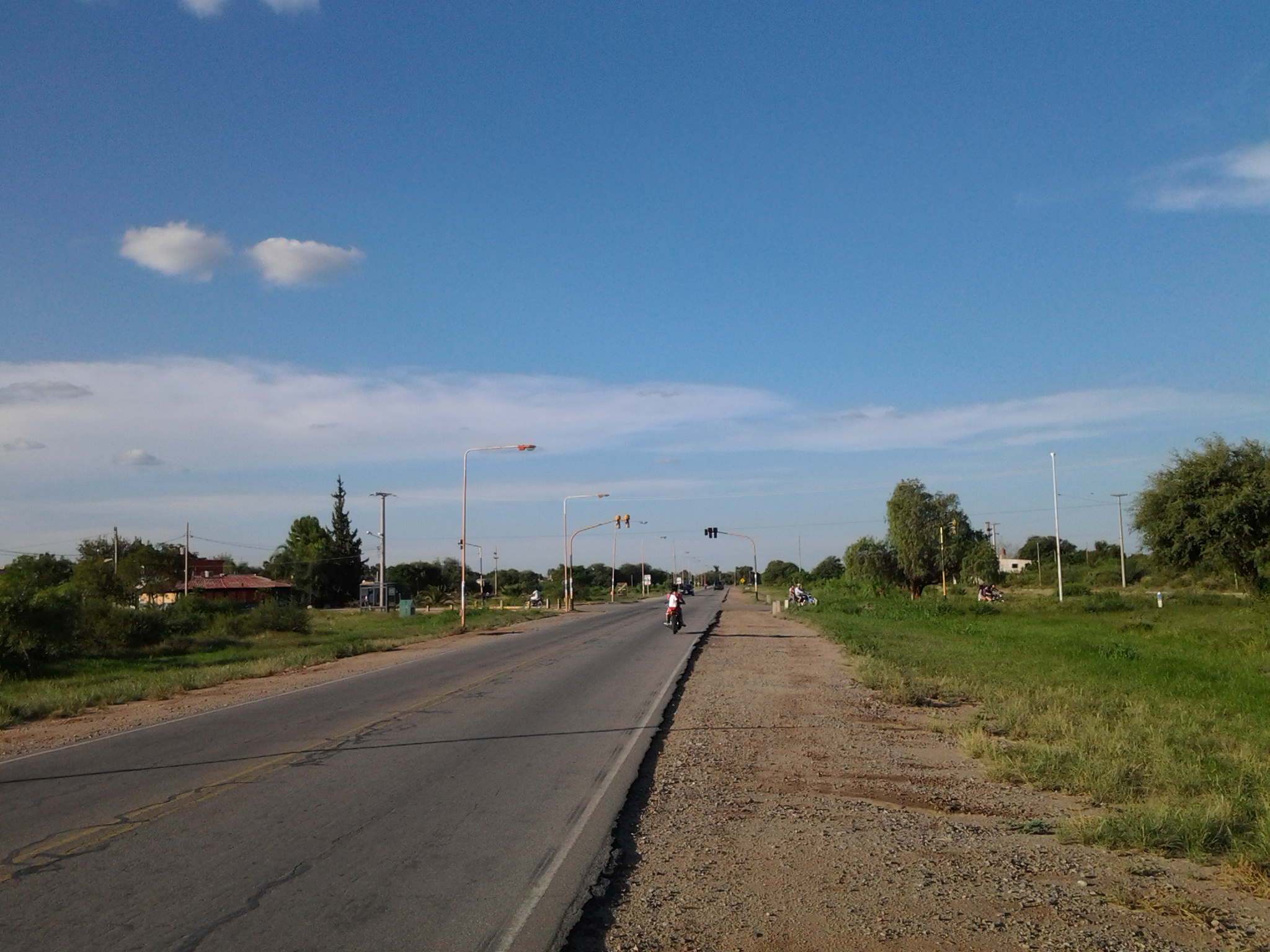
Perspectiva de la 79 en dirección norte a su llegada a Chamical, La Rioja. La concurrencia (solapamiento) con la RN 38 comienza aproximadamente 2 km más al norte y corre en dirección oeste, atravesando Chamical.
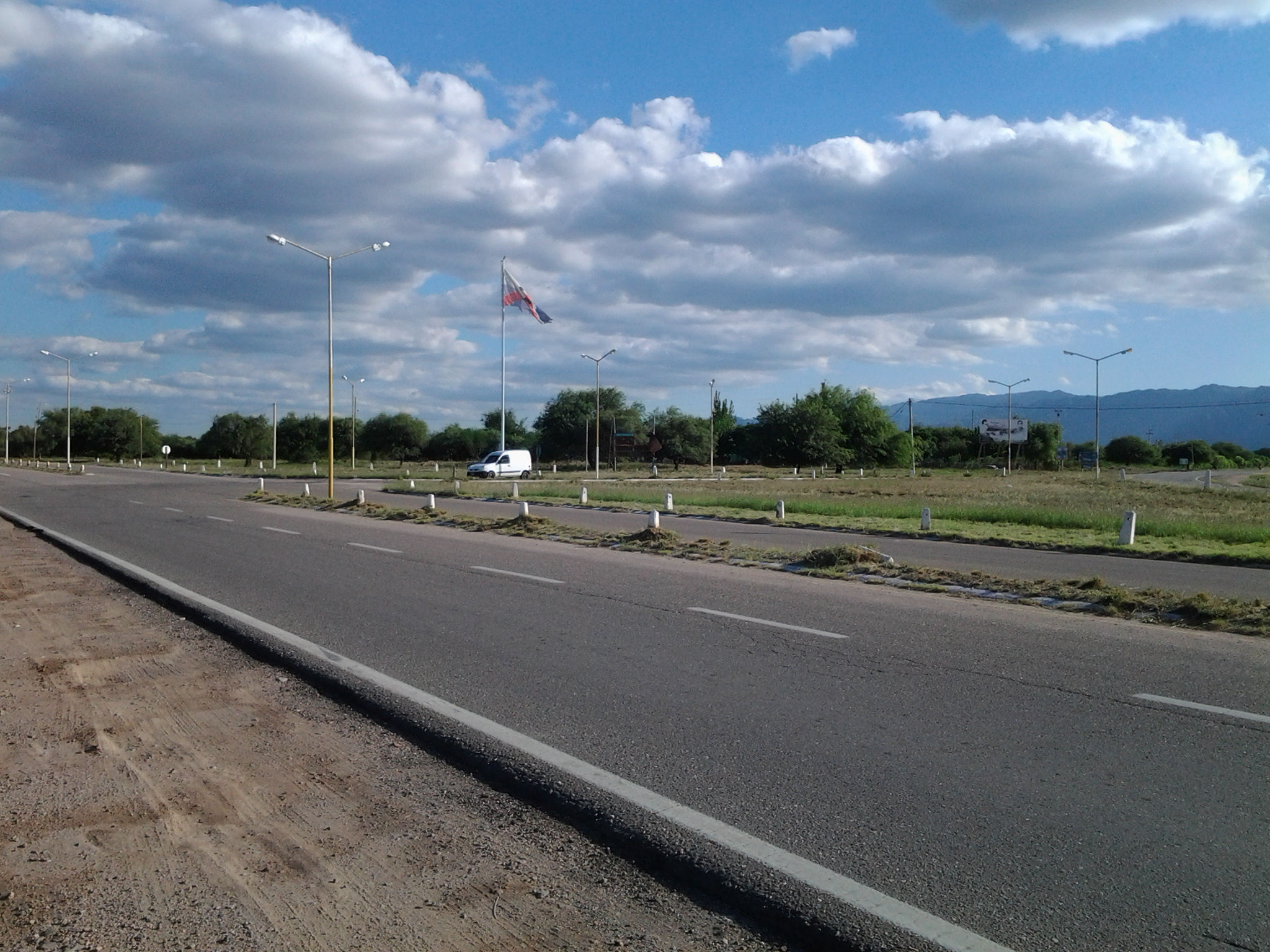
Rotonda en las afueras de Chamical, La Rioja donde se inicia la concurrencia entre la RN 38 (izquierda), que llega del este y la RN 79 (derecha) que llega del sur. El tramo de concurrencia (primer plano) corre al oeste, atraviesa Chamical y abarca unos 4 kilómetros.

Recorrido: 318 km (km 40 a 358).
- Departamento General San Martín: Ulapes (km 96).
- Departamento Rosario Vera Peñaloza: Desiderio Tello (km 137).
- Departamento General Ocampo: Catuna (km 170).
- Departamento General Belgrano: Olta (km 209).
- Departamento Chamical: Chamical (km 238). En su paso por esta pequeña ciudad riojana, la ruta 79 tiene concurrencia (comparte calzada) con la ruta 38; el corto tramo de concurrencia se considera de jure ruta 38 pues la República Argentina no admite la doble (o triple, etc) numeración de las carreteras como sí admite EE. UU., por ejemplo.
- Departamento Capital: no hay poblaciones.

### Provincia de Catamarca
Recorrido: 9 km (km 358 a 367).
- Departamento Capayán: no hay poblaciones.
- Departamento La Paz: Casa de Piedra (km 367).